# Gösta Hellström
Gustaf (Gösta) Bertil Hellström, född 9 maj 1908 i Örebro, död 4 december 1932 i Matteus församling i Stockholm, var en svensk filmregissör och manusförfattare. 
Hellström hade studerat film utomlands, han träffade flera av de ledande ryska regissörerna under ett besök i Moskva 1929. Han var sekreterare i Göteborgs filmsällskap och knöts till SF 1931 som regiassistent åt Gustaf Molander. Han regisserade en del kortfilmer den mest berömda blev den korta spelfilmen Tango från 1932. Hellström avled av tuberkulos på Serafimerlasarettet i Stockholm.

## Regi
- 1932 – Tango (även manus)
- 1932 – Sten Stensson Stéen från Eslöv på nya äventyr